# Brian Holland
Brian Holland, född 15 februari 1941 i Detroit, Michigan, är en amerikansk låtskrivare och musikproducent. Han är en del av den framgångsrika låtskrivartrion Holland-Dozier-Holland, tillsammans med brodern Eddie Holland och Lamont Dozier. De tre skrev en lång rad hits för skivbolaget Motown, bland annat för The Supremes, The Four Tops och Martha and the Vandellas. 
Holland-Dozier-Holland valdes in i Rock and Roll Hall of Fame 1990.